# Infiniti M
Als Infiniti M wurden mehrere Modelle der japanischen Automobilmarke Infiniti bezeichnet. Zum einen die von 1990 bis 1992 gebauten Coupé- und Cabriolet-Modelle, zum anderen die von 2003 bis 2013 angebotenen Stufenheck-Limousinen der oberen Mittelklasse. Seit 2014 wird das Modell als Infiniti Q70 geführt.
Bisher gab es folgende Modellreihen:
- Infiniti M F31 (Coupé/Cabriolet, M30, 1990–1992)
- Infiniti M Y34 (Stufenheck, M45, 2003–2004)
- Infiniti M Y50 (Stufenheck, M35/M45, 2005–2010)
- Infiniti M Y51 (Stufenheck, M35h/M37/M56/M30d, 2010–2013)

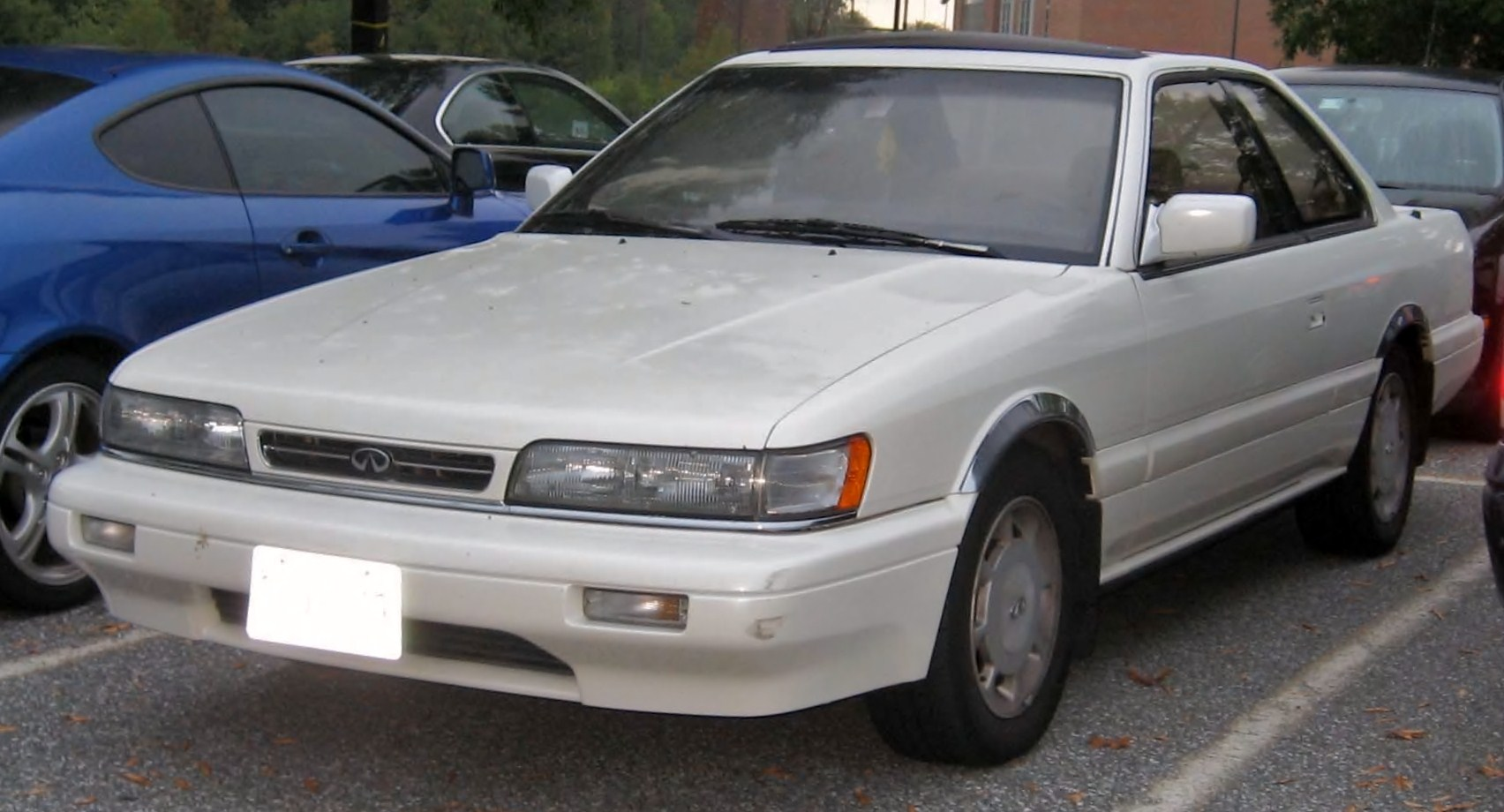
Infiniti M30 (F31)
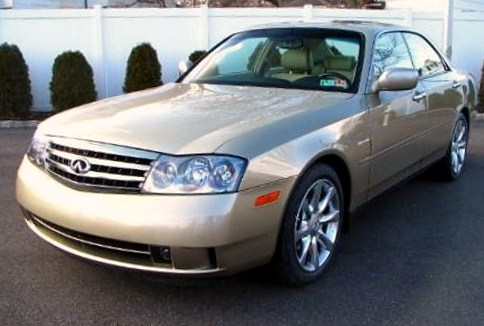
Infiniti M45 (Y34, Nissan Gloria)
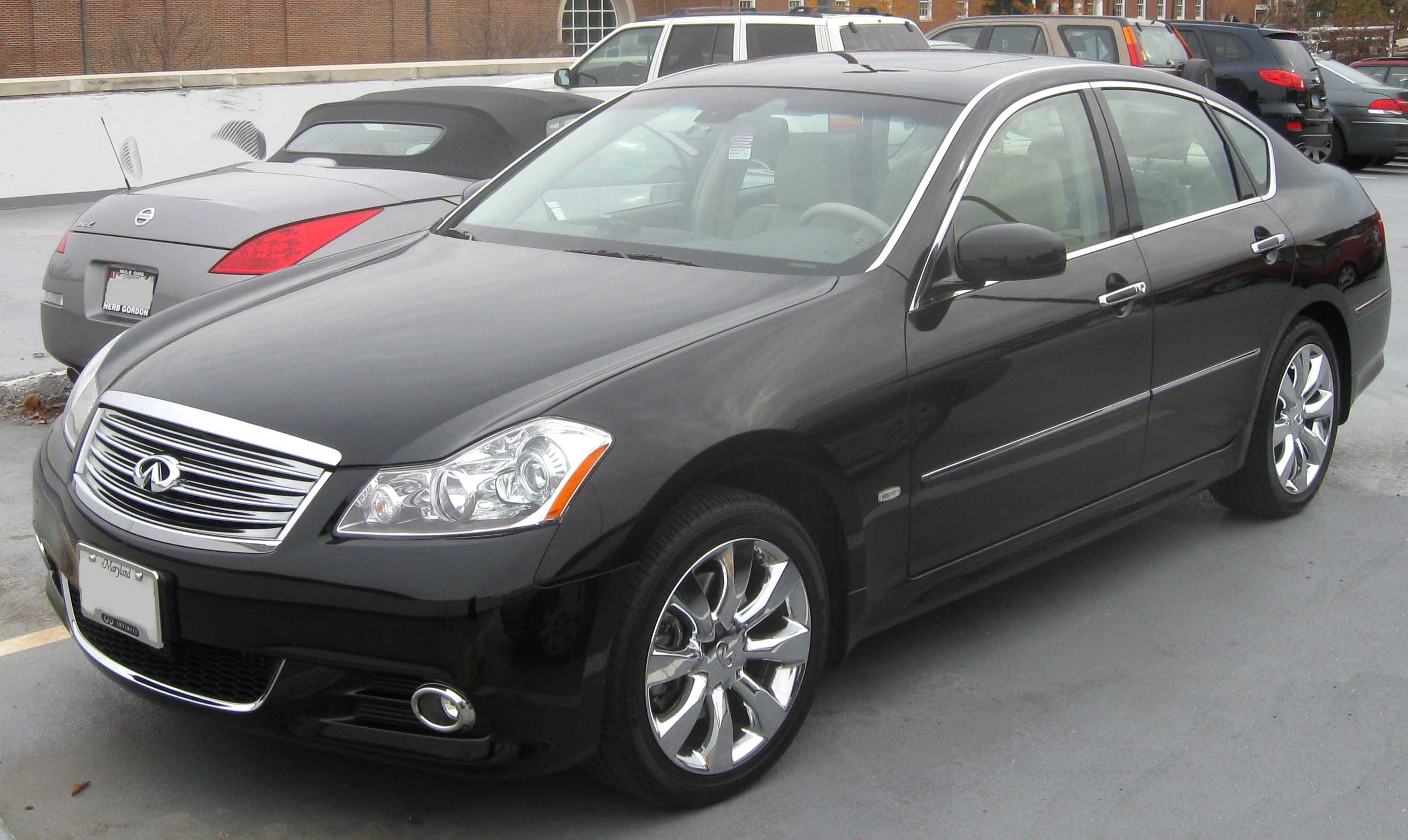
Infiniti M45 (Y50)
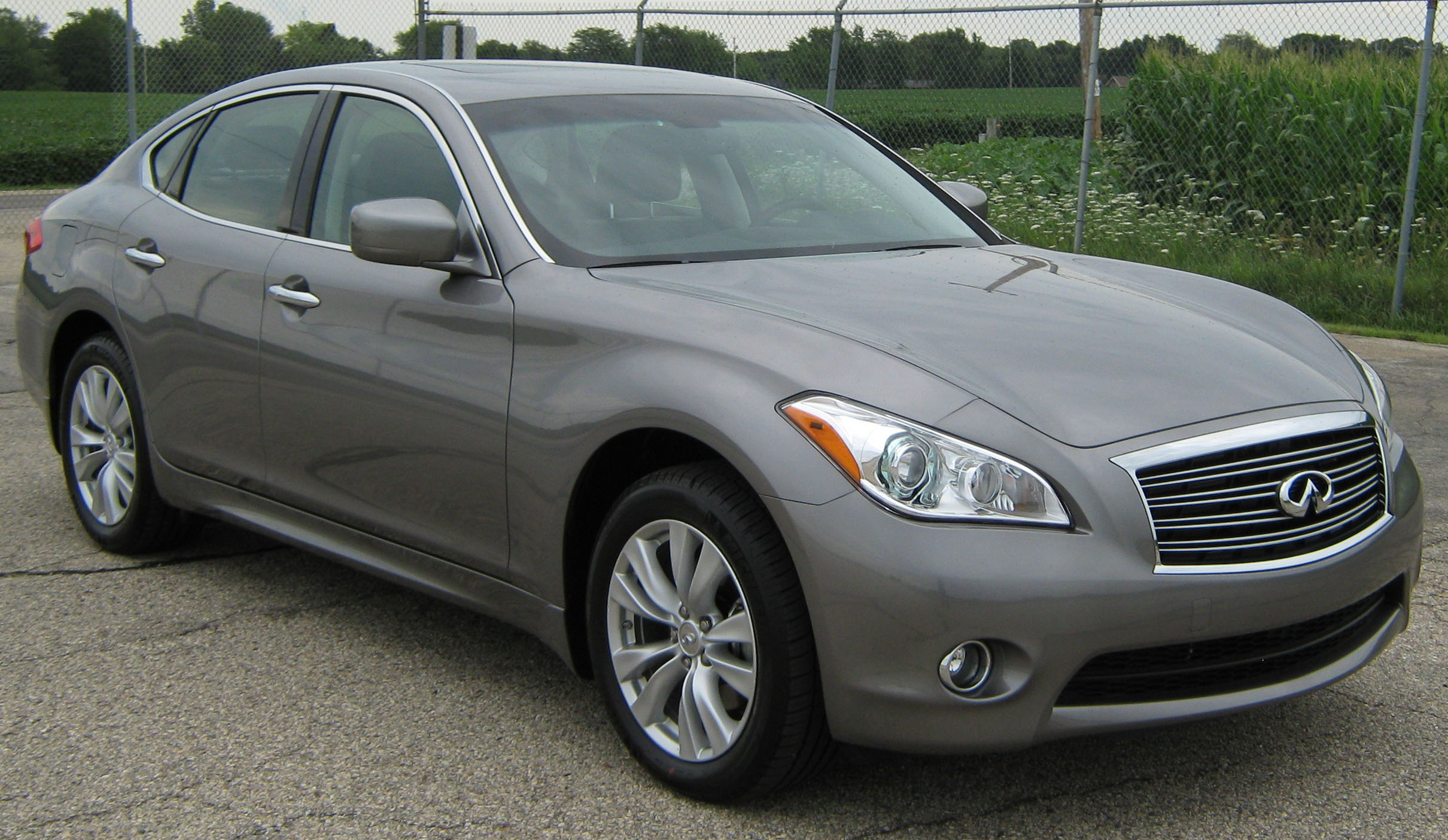
Infiniti M37 (Y51)